# Sonda Langmuira

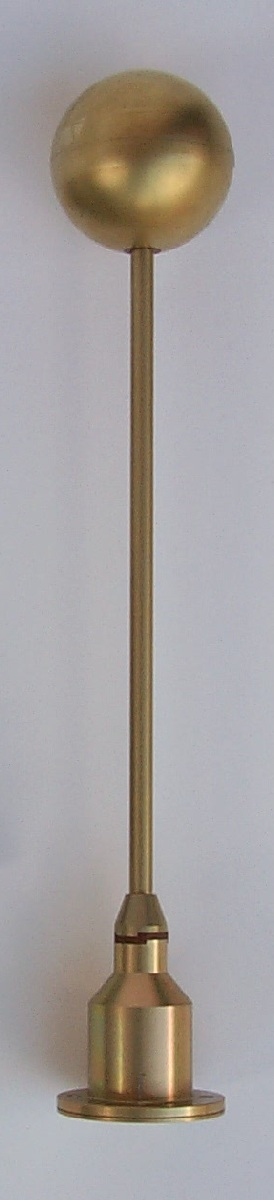
Jedna z elektrod sondy Langmuira, użyta w statku kosmicznym Rosetta. Średnica sondy wynosi 25 mm.

Sonda Langmuira – przyrząd do wyznaczania parametrów zimnej plazmy, tj. plazmy o energii kilku elektronowoltów na cząsteczkę. Składa się z jednej lub kilku elektrod wprowadzonych do plazmy. Przykładając do elektrod napięcie elektryczne i mierząc jego zmiany oraz natężenie prądu płynącego między nimi można określić właściwości fizyczne plazmy, takie jak temperaturę elektronów, ich koncentrację oraz potencjał elektryczny plazmy.
Urządzenie nazwano na cześć Irvina Langmuira, amerykańskiego noblisty.